# Rodrigo Nunes de Gusmão
Rodrigo Nunes de Gusmão ou Rodrigo Moniz de Gusmão (em castelhano: Rodrigo Muñoz ou Núñez de Guzmán morto em 1186), considerado o ancestral comum da casa nobre de Gusmão, foi um rico-homem castelhano e tenente em Roa e em Guzmán, Burgos, a partir do qual esta linhagem teve o seu nome.

## Esboço biográfico
Os genealogistas ainda não chegaram a acordo sobre as origens desta linhagem ou sobre a filiação de Rodrigo ea única coisa que se sabe é que, segundo os costumes onomásticos dessa idade, deve ter sido o filho de um Munio (Muño) ou Nuno.[a]Era um patrono de vários mosteiros, incluindo o Mosteiro de São Cosme e São Damián em Covarrubias e do Mosteiro de San Cristóbal de Ibeas situado em San Millán de Juarros que tinha sido fundado por Álvaro Dias de Oca e a sua esposa Teresa Ordonhes. Rodrigo e sua mulher foram enterrados neste último mosteiro. Em 20 de fevereiro 1151, Guterre Fernandes de Castro com sua esposa Toda, e Rodrigo e sua mulher, Maior, irmã de Toda, doou várias propriedades que as irmãs tinham herdado dos avós maternos, ao abade do mosteiro.
Rodrigo provavelmente morreu pouco depois de 29 de janeiro de 1186, data em que aparece pela última vez na documentação medieval.

## Matrimónio e descendência

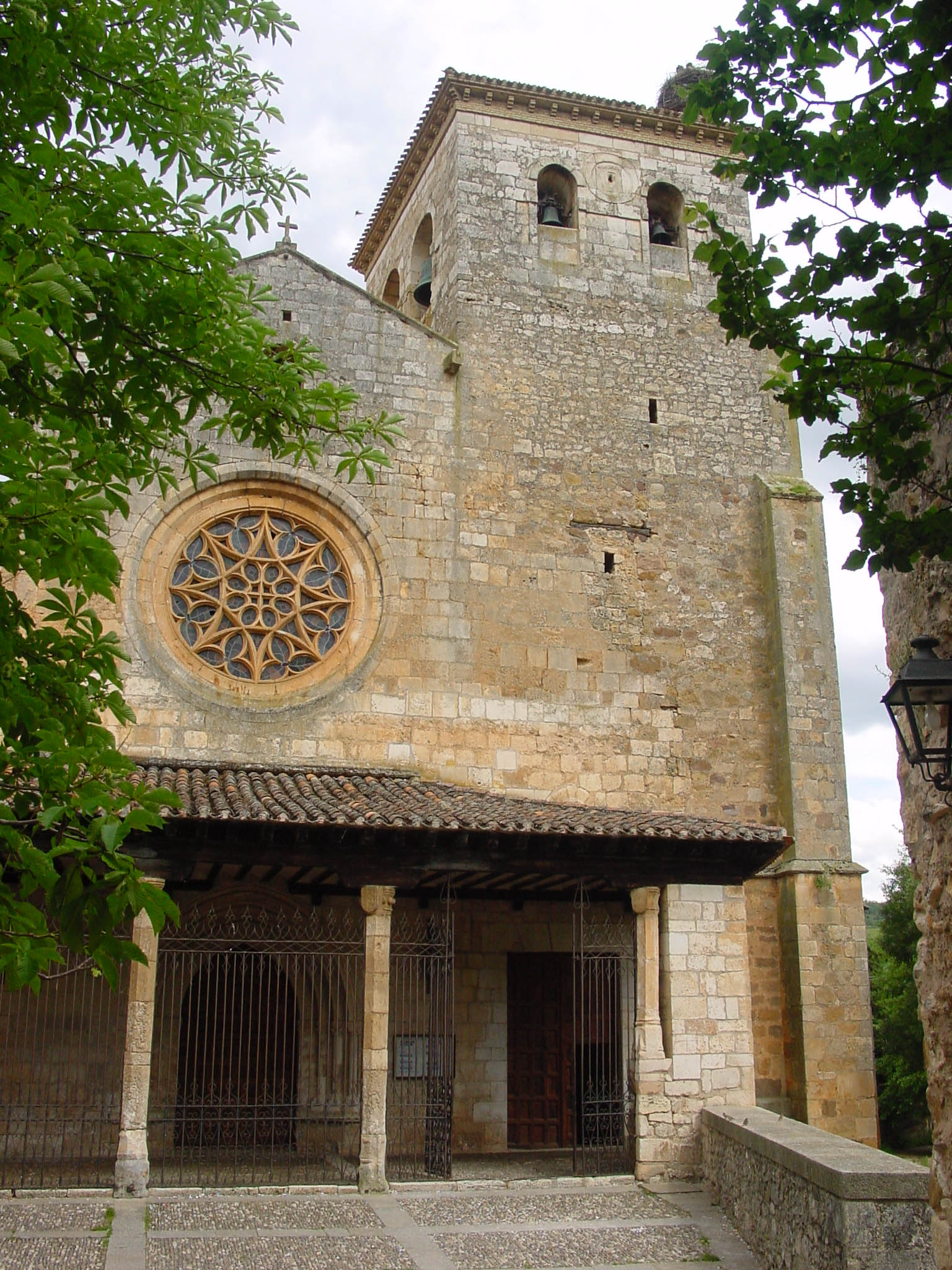
Átrio e torre da Colegiata de San Cosme y San Damián de Covarrubias

Casou-se antes de 1150 com Maior Dias, filha de Diogo Sanches, que morreu na Batalha de Uclés, e de Enderquina Álvares, filha de Álvaro Dias de Oca e de sua esposa Teresa Ordonhes. Pelo menos nove crianças nasceram deste casamento:
- Álvaro Rodrigues de Gusmão (morto em 1187),[4][5] governou a tenência de Mansilla, topónimo que adotou como seu Cognome e como tal, aparece confirmado em vários documentos como Álvaro Rodrigues de Mansilla.[6] Também foi tenente em La Pernía e Liébana.[b][c] Álvaro casou-se com Sancha Rodrigues de Castro, filha de Rodrigo Fernandes de Castro e de Eylo Álvarez com quem teve Fernando e Eylo Álvarez,[7] e também a Elvira e a Toda Álvarez de Gusmão, esta última a esposa de Álvaro Rodrigues Girão, filho de Rodrigo Guterres Girão.[8]
- Fernando Rodrigues de Gusmão, que, de acordo com o genealogista Luís de Salazar y Castro, era o marido de Juana de Aza e pai de São Domingos de Gusmão, não obstante não existe nenhuma prova documental para sustentar esta filiação.[6][3][d]
- Nuno ou Munio Rodrigues de Gusmão, que provavelmente morreu jovem, pouco depois de agosto 1151, quando aparece pela última vez confirmando uma doação feita pelo rei Sancho III de Castela.[9]
- Pedro Rodrigues de Gusmão (morto em 18 de julho de 1195 na Batalha de Alarcos).[10] Mordomo-mor do rei Afonso VIII de Castela em 1194,[11] casou-se cerca de 1174 com Mahalda, tal como foi confirmado na doação feita em maio desse ano pelo rei Afonso VIII como presente de casamento.[12][13][e] Pedro e Mahalda tiveram vários filhos, incluindo a Nuno Peres de Gusmão, senhor da casa de Gusmão,[12] e Guilhén Peres de Gusmão, o pai de Maior Guilhén de Gusmão, amante do rei Afonso X de Castela, os pais de Beatriz de Castela, rainha consorte de Portugal pelo seu casamento com o rei Afonso III de Portugal.
- Rodrigo Rodrigues de Gusmão, mencionado por seu irmão Álvaro em 1167.
- Urraca Rodrigues de Gusmão (morta depois de 1189), casou com Pedro Rodrigues de Castro.[14][15][16]Ambos aparecem juntos em 1189, quando doaram as vilas de Villasila e Villamelendro à Ordem de Santiago, confirmando como  ego Petrus Roderici de Castro cum uxore mea Urraca Roderici.
- Sancha Rodrigues de Gusmão,[16] mencionada por seu irmão Álvaro em 1167.
- María de Gusmão,[16] a primeira esposa de Rodrigo Guterres Girão.[17]
- Teresa Rodrigues de Gusmão,[16] também mencionada por seu irmão Álvaro em 1167.